# Madeleine Patin
Pour les articles homonymes, voir Patin.
Madeleine Patin, née Hommetz, née à Paris vers 1642 et morte à Padoue le 29 septembre 1722, est une moraliste française.

## Biographie
Fille du médecin parisien Pierre Hommetz, elle épousa en 1663 le médecin et numismate Charles Patin. Elle est la bru du médecin et épistolier Guy Patin, Madeleine Patin publia des Réflexions morales et chrétiennes 1680. L'ouvrage fut condamné par un décret de la Congrégation de l'Index le 23 juin 1681.
Elle fut, comme son mari et ses deux filles, Charlotte-Catherine et Gabrielle-Charlotte, membre de l’académie des Ricovrati. 